# Ушарал (Панфиловский район)
Ушарал (каз. Үшарал) — село в Панфиловском районе Жетысуской области Казахстана. Административный центр Ушаралского сельского округа. Код КАТО — 195657100.

## География
Находится примерно в 13 км к юго-западу от административного центра Панфиловского района Алматинской области, города Жаркент.

## Население
В 1999 году население села составляло 4349 человек (2117 мужчин и 2232 женщины). По данным переписи 2009 года в селе проживали 4194 человека (2096 мужчин и 2098 женщин).